# 古山步
古山步（日语：／ Furuyama Ayumi，1973年5月25日—），日本女性配音員。出身於福岡縣。身高157cm。

## 簡歷
高中時期，古山步受朋友邀請加入話劇社。當時，她覺得表演很有趣，但發現肢體動作很困難，所以她對配音產生了興趣，配音是一種只用聲音來表達自己的方式。「如果我能完美地演好配音，也許我就能登上舞台表演了」她想，於是她懷著這樣的渴望接受了挑戰。
青二塾畢業。
她不記得自己的第一份工作是什麼，但她說是電台廣告。在錄音室現場她太緊張了，不知道如何使用麥克風，但又因為太過慌張而忘記了一切。
她在青二Production工作直到2001年3月31日，之後轉到Cosmo-Space。

## 人物
方言：博多方言。
興趣：看電影。

## 演出
粗體字表示主要角色。

### 電視動畫
1996年
- 靈異教師神眉 (1996年版)（女子、女孩子、小孩）
- 鬼太郎 (第4作)（1996年—1998年，女高中生B、狐狸B、女性廣播、女）
- 美少女戰士Sailor Stars（小女孩）

1998年
- LET'S 努普努普（日语：LET'S ぬぷぬぷっ）（史凱特姊妹·卡希拉、由加的母親、老鼠小姐、田中敬子〈床上女人〉、看門狗、嵐山部屋的老闆娘、MK5解說旁白、情侶女性、壽司鼠、學生A、上班族B、園童A〈惠美〉、小貓咪B、保健室女孩子A、女客人B、園童E）

1999年
- 天生一對（蟻賀瀨涼子）

2001年
- 熱帶雨林的爆笑生活（山田博子）

2003年
- 戀愛小魔女（廣田明穗、女學生 等）

2004年
- 愛你寶貝★★（中里利惠老師）

2006年
- 妖怪人間貝姆 (2006年版)（阿姨）

2009年
- 可愛小芝麻（日语：まめゴマ）（母親、隼人）

### 電影動畫
- 蓮如物語（1998年，村民）

### OVA
- 初吻☆物語 ～故事從接吻開始～（日语：ファーストKiss☆物語#OVA）（2000年，杉崎由希子）
- 熱帶雨林的爆笑生活 DELUXE／FINAL（2002年—2003年，山田博子）2系列

### 遊戲
1997年
- 幸運女神（梅坎普）

1998年
- 英雄志願 ～Gal Act Heroism～（日语：英雄志願）（薩拉絲）
- 卒業專輯（（尾崎恭子））
- 卒業III ～Wedding Bell～（尾崎恭子）
- 心跳ON AIR
- 初吻☆物語（日语：ファーストKiss☆物語）（杉崎由希子）
  - （梅·史塔）[注 1]
- NOON（傑萊拉）

1999年
- 人偶情緣

2002年
- 初吻☆物語II ～有你在的話～（日语：ファーストKiss☆物語#ファーストKiss☆物語II 〜あなたがいるから〜）（愛子）

2005年
- （瑪琳·盧布朗）
- 必殺裏稼業（日语：必殺裏稼業）（阿辰）
- 廢車浪漫大活劇Bumpy Trot（薩沃里）

2006年
- 絕體絕命都市2：冰凍的記憶（日语：絶体絶命都市2 -凍てついた記憶たち-）（藤宮春香）

### 廣播劇CD
- 花之飛鳥組！（日语：花のあすか組!）（少女4、少女C）
- 卒業III Wedding Bell Radio Drama Collection（1998年，尾崎恭子）
- CD Drama Collections 三國志DX6
- CD專輯 Vol.1
- 〈Fantastic Character Series〉初吻☆物語（1998年6月17日，PONY CANYON）
- 初吻☆物語 Original Voice Collection（1998年9月23日，日本皇冠（日语：日本クラウン））
- 初吻☆物語1（1998年11月21日，Pioneer LDC）
- 初吻☆物語 形象歌唱專輯（1999年1月21日，萬代音樂娛樂）
- 初吻☆物語2（1999年1月30日，Pioneer LDC）
- 初吻☆物語3（1999年2月27日，Pioneer LDC）
- Variety CD 初吻☆物語1（1999年5月22日，Pioneer LDC）
- Variety CD 初吻☆物語2（1999年6月26日，Pioneer LDC）

### 外語配音

#### 電影
- 呼嘯山莊（伊莎貝拉·林頓〈傑拉丁·菲茨傑拉德（英语：Geraldine Fitzgerald）〉）※PDDVD（日语：パブリックドメインDVD）版。

### 廣告
- PS版、SS版「卒業III」

### 電視節目
- ANIMEX俱樂部（Kids Station）
- 涉谷deCHU！（日语：渋谷でチュッ!）（東京電視台）

### 廣播節目
- 角川動畫熱線（日语：ファンタジーワールド）（TBS電台）
- 方淳子的GEMUGEMU PARTY（TBS電台）
- 範子與伸太的動畫爭霸（日语：ノン子とのび太のアニメスクランブル）（文化放送，1998年5月1日）

### 活動
- 神谷明社區音樂會 日本橋三越百貨
  - 1997年5月4日
  - 1997年7月2?日
  - 1997年11月9日
  - 1998年7月2日
- 初吻☆物語（日语：ファーストKiss☆物語）相關
  - 初吻☆物語「Broccoli祭」
  - 初吻☆物語Talk Show「東京Character Show」東京Big Sight Hunex展位，1998年8月2日、3日
  - 初吻☆物語Talk Show「東京電玩展'98秋季展」
  - PS版初吻☆物語發行紀念活動
    - Sofmap東京總部，1998年11月28日13:00—、16:00—
    - animate川越，1998年11月29日13:00—、16:00—
    - Sofmap大阪9號店，1998年12月6日13:00—
    - animate阿倍野Belta，1998年12月6日16:00—
- Sunshine City World Import Mart，Hunex展位，1998年1月25日12:00—、14:00—
- 卒業III相關
  - 卒業III「卒業III 雛祭音樂會」，CLUB CITTA'川崎，1998年3月1日
  - 卒業III「東京Game Show'98 Spring」，幕張展覽館，小學館Production展位，1998年3月21日、22日
  - 卒業III「WASEDA PUREPURE FESTIVAL'98 2nd Stage」，練馬文化中心小表演廳，1998年4月18日
- 涉谷deCHU！公開錄影，涉谷公園街頭劇場，1998年4月22日
- 東京BigSight Human展位，1998年10月10日、11日，各日12:00—
- Digital Character Festival，池袋陽光文化會館B大廳，1999年1月17日，約13:00—

### 雜誌
- 《New Type》1997年2月
- 《Magazine MEGU（日语：月刊OUT#Magazine MEGU）》1995年12月、1996年1月
- 《VOiCE Animage》Vol.9、19
- 《SEIGURA Jr.CHU》Vol.1
- 《SEIGURA》Vol.16、17
- 《SATURN FAN（日语：ドリームキャストFAN）》1998年3月13日
- 《電擊SEGA SATURN（日语：電撃Dreamcast）》Vol.17
- 《Aniradi Grand Prix（日语：アニラジグランプリ）》
- 《Sega Saturn Magazine（日语：ゲーマガ）》1998年3月27日
- 《天生一對》特集號，少年畫報社，約1999年2月8日

### 其它
- 芝麻書房（日语：ごま書房新社VM）
- 小學館「卒業III Wedding Bell Official Guide Book」
- KOEI「卒業III Wedding Bell Memorial Book」
- NTT 關東分社新聞 露面演出

## 音樂作品

### 角色歌曲
| 發行日期 | 商品名稱                              | 歌 | 樂曲                                   | 備註                                   |
| 1998年   | 1998年                                | 1998年 | 1998年                                 | 1998年                                 |
| -------- | ------------------------------------- | --- | -------------------------------------- | -------------------------------------- |
| 3月21日  |                                       | 尾崎恭子（古山步）、菊池希美（中山真奈美）、齋藤由加里（小松里賀）、松山美（高橋千晶）、渡邊和惠（根橋美繪子） | 「」                                   | 遊戲《卒業III Wedding Bell》片頭主題曲 |
| 3月21日  | 「」                                  | 尾崎恭子（古山步）、菊池希美（中山真奈美）、齋藤由加里（小松里賀）、松山美（高橋千晶）、渡邊和惠（根橋美繪子） | 遊戲《卒業III Wedding Bell》片尾主題曲 |                                        |
| 4月21日  | 卒業III Wedding Bell Vocal Collection | 尾崎恭子（古山步）                                                                                             | 「」                                   | 遊戲《卒業III Wedding Bell》相關歌曲   |

## 腳註

## 外部連結
- 古山步｜Cosmo-Space （日語）